# Alexander Satschko
Alexander Satschko (ur. 12 listopada 1980 w Deggendorfie) – niemiecki tenisista.

## Kariera tenisowa
Jako zawodowy tenisista Satschko występuje od 2002 roku.
W grze podwójnej wygrał 1 turniej rangi ATP World Tour, w lutym 2015 roku w Quito w parze z Gero Kretschmerem. W finale pokonali debel Víctor Estrella–João Souza.
W rankingu gry pojedynczej Satschko najwyżej był na 259. miejscu (2 lutego 2009), a w klasyfikacji gry podwójnej na 80. pozycji (13 października 2014).

### Finały w turniejach ATP World Tour
| Legenda                                      |
| -------------------------------------------- |
| Wielki Szlem                                 |
| Igrzyska olimpijskie                         |
| Tennis Masters Cup / ATP Finals              |
| ATP Masters Series / ATP Tour Masters 1000   |
| ATP International Series Gold / ATP Tour 500 |
| ATP International Series / ATP Tour 250      |

#### Gra podwójna (1–0)
| Końcowy wynik | Nr | Data          | Turniej | Nawierzchnia | Partner         | Przeciwnicy                | Wynik finału |
| ------------- | -- | ------------- | ------- | ------------ | --------------- | -------------------------- | ------------ |
| Zwycięzca     | 1. | 8 lutego 2015 | Quito   | Ceglana      | Gero Kretschmer | Víctor Estrella João Souza | 7:5, 7:6(3)  |